# NGC 6125
NGC 6125 (również NGC 6127, NGC 6128, PGC 57812 lub UGC 10345) – galaktyka eliptyczna (E), znajdująca się w gwiazdozbiorze Smoka.
Odkrył ją William Herschel 24 kwietnia 1789 roku. Galaktyka ta została aż trzykrotnie skatalogowana w New General Catalogue Johna Dreyera. Wynikło to z tego, że jak się później okazało, Herschel popełnił błąd w odległości biegunowej wielkości 20 minut. Lewis A. Swift obserwował tę galaktykę dwukrotnie 28 czerwca i 6 lipca 1886 roku, lecz błędnie założył, że widział dwa różne obiekty, a nieświadom błędu Herschela uznał, że jest ich odkrywcą. Dreyer skatalogował obserwację Herschela jako NGC 6125, a obserwacje Swifta jako NGC 6127 i NGC 6128.